# Eyfer Tunc
Eyfer Tunc (* 21. März 1991) ist eine Bremer Politikerin (SPD, seit 2019 CDU) und war Mitglied der Bremischen Bürgerschaft.

## Politik
Tunc war von 2013 bis 2019 Mitglied der SPD. Sie war seit dem 18. Februar 2019 bis Juni 2019 Mitglied der Bremischen Bürgerschaft und der Stadtbürgerschaft in Bremen. Sie rückte für den verstorbenen Christian Weber nach. Zur Bürgerschaftswahl 2019 ist sie nicht angetreten, wurde aber für die SPD in den Beirat Vegesack gewählt. Im August 2019 erklärte sie ihren Austritt aus der Partei. Ihren Sitz im Beirat behielt sie. Im Oktober 2019 erklärte sie ihren Eintritt in die CDU.